# William Latimer, 3. Baron Latimer

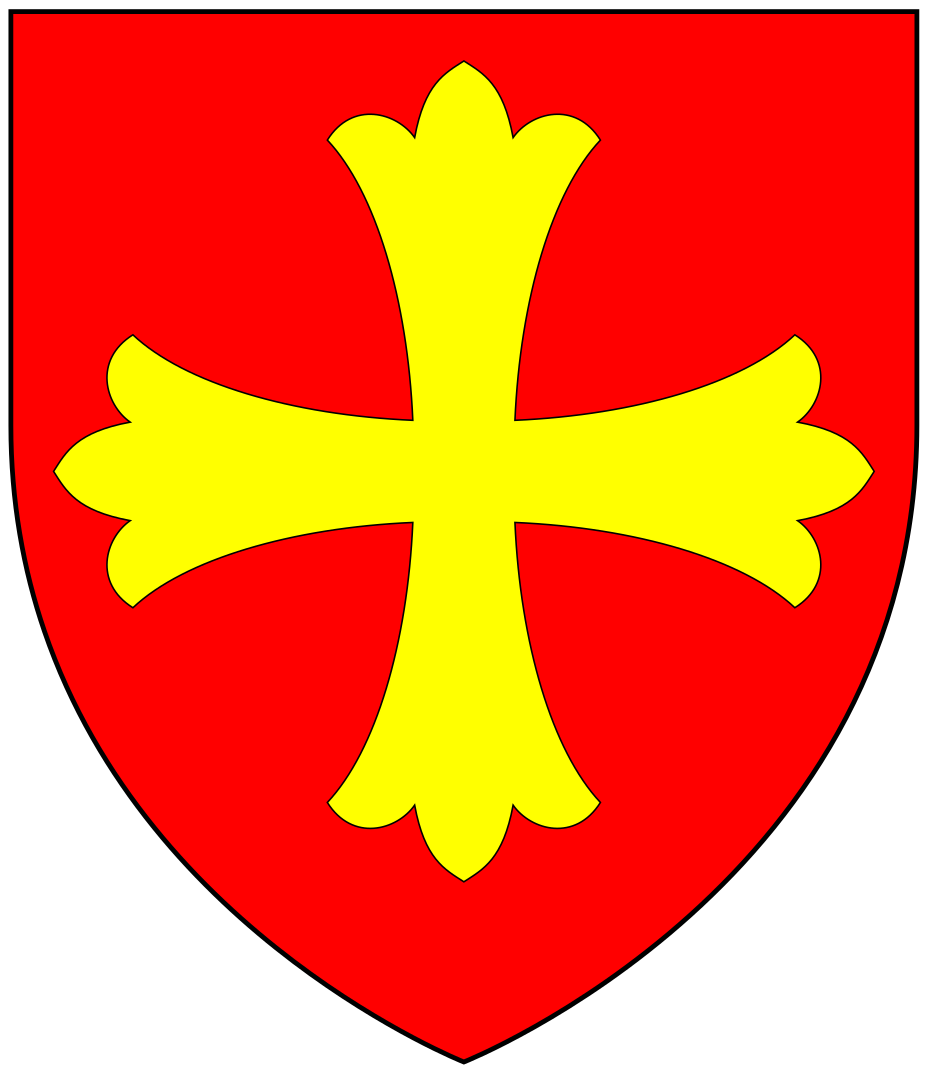
Wappen der Familie Latimer

William Latimer, 3. Baron Latimer  (* 1301; † zwischen September und 2. November 1335) war ein englischer Adliger und Militär.
William Latimer war der einzige Sohn von William Latimer, 2. Baron Latimer und von dessen ersten Frau Lucy Thwing. Seine Mutter trennte sich um 1304 von seinem Vater, und nach einem längeren Rechtsstreit wurde ihre Ehe vor 1312 aufgehoben. Nach dem Tod seines Vaters 1327 erbte William dessen Besitzungen und den Titel Baron Latimer. Vor 1328 wurde er zum Ritter geschlagen.
Während des Zweiten Schottischen Unabhängigkeitskriegs kämpfte Latimer in Schottland. Als Knight Banneret und Kronvasall führte er ein Aufgebot von 81 men-at-arms. Während der Sommeroffensive von 1335 gehörte er zusammen mit anderen englischen Magnaten dem Heer an, das unter dem Kommando des Thronprätendenten Edward Balliol über Berwick entlang der schottischen Ostküste nach Norden vorrückte. Im September 1335 gehörte er der kleinen Streitmacht an, die unter Balliol von Perth aus einen Vorstoß nach Westschottland machte.
Latimer hatte Elizabeth Botetourt, eine Tochter von John Botetourt, 1. Baron Botetourt und von dessen Frau Matilda fitz Thomas geheiratet. Mit ihr hatte er mindestens einen Sohn, der sein Erbe wurde:
- William Latimer, 4. Baron Latimer (1330–1381)